# Brunei aux Jeux olympiques d'été de 2020
Brunei participe aux Jeux olympiques de 2020 à Tokyo au Japon. Il s'agit de sa 7e participation à des Jeux d'été.

## Athlètes engagés
| Sport      | Hommes | Femmes | Total |
| ---------- | ------ | ------ | ----- |
| Athlétisme | 1      | 0      | 1     |
| Natation   | 1      | 0      | 1     |
| Total      | 2      | 0      | 2     |

### Athlétisme
Brunei bénéficie d'une place attribuée au nom de l'universalité des Jeux. Muhd Noor Firdaus Ar-Rasyid dispute le 200 mètres masculin.
| Athlète                     | Épreuve        | 1er tour | 1er tour | Demi-finale | Demi-finale | Finale  | Finale  |
| Athlète                     | Épreuve        | Temps    | Rang     | Temps       | Rang        | Temps   | Rang    |
| --------------------------- | -------------- | -------- | -------- | ----------- | ----------- | ------- | ------- |
| Muhd Noor Firdaus Ar-Rasyid | 200 m masculin | 21 s 87  | 7e       | Éliminé     | Éliminé     | Éliminé | Éliminé |

### Natation
Brunei bénéficie d'une place attribuée au nom de l'universalité des Jeux.
| Athlète            | Épreuve      | Série        | Série | Demi-finale | Demi-finale | Finale  | Finale  |
| Athlète            | Épreuve      | Temps        | Rang  | Temps       | Rang        | Temps   | Rang    |
| ------------------ | ------------ | ------------ | ----- | ----------- | ----------- | ------- | ------- |
| Muhammad Isa Ahmad | 100 m brasse | 1 min 8 s 65 | 47e   | Éliminé     | Éliminé     | Éliminé | Éliminé |